# Maria J. Pfannholz
Pia Mayer-Gampe, dont les pseudonymes sont Maria Johanna Pfannholz et Maria J. Pfannholz, est née en 1955 à Munich. C'est une romancière allemande de science-fiction.

## Biographie
Pfannholz est née à Munich, fille de l'auteur Carl Amery. Après des études forestières à Munich et l'obtention de son diplôme, elle se consacre à l'écriture. Elle a d'abord publié de la non-fiction et ensuite de la science-fiction. En 1989, son roman Den Überlebenden (Les survivants) a reçu le prix allemand de la science-fiction. Par ailleurs, elle a reçu en 1991 le prix d'avancement de la Société européenne de science-fiction.
Elle a vécu au Bhoutan pendant quelques années. Après son retour en Allemagne, elle publie des romans policiers. Aujourd'hui, elle vit avec sa famille en Haute-Bavière. 

## Œuvre
Dans ses ouvrages, la romancière parle en grande partie de meurtres et d'assassinats dans le massif montagneux du Spessart, et de l'armement recommandé pour les promenades en forêt.

## Œuvres
- Waldherz, Meßkirch: Gmeiner Verlag, 2015[5].
- Heimatkrimi, Meßkirch: Gmeiner Verlag, 2014[6].
- Les survivants - Les sept bouteilles d'Anton Gstettner , Munich: Heyne, 1991[7].